# مورالي فيجاي
مورالي فيجاي (1 أبريل 1984 في الهند - ) هو لاعب كريكت هندي. شارك مع منتخب الهند الوطني للكريكت. أما مع النوادي، فقد لعب مع تشيناي سوبر كينغز وTamil Nadu cricket team ‏ وبنجاب كينغز ودلهي كابيتالز.

## وصلات خارجية
- مورالي فيجاي على موقع إي آس بي آن كريك إنفو (الإنجليزية)
- مورالي فيجاي على موقع ويزدن الهند (الإنجليزية)